# Синдхупалчок (район)
Синдхупалчок (непальск. सिन्धुपाल्चोक जिल्ला) — один из 75 районов Непала. Входит в состав зоны Багмати, которая, в свою очередь, входит в состав Центрального региона страны. Административный центр — город Чаутара.
Граничит с районом Расува (на северо-западе), районом Нувакот (на западе), районом Катманду (на юго-западе), районом Каврепаланчок (на юге), районом Долакха зоны Джанакпур (на востоке) и Тибетским автономным районом КНР (на северо-востоке). Площадь района составляет 2542 км². Несмотря на близость к столице страны, Катманду, район является одним из наименее развитых в Непале.
Население по данным переписи 2011 года составляет 287 798 человек, из них 138 351 мужчина и 149 447 женщин. По данным переписи 2001 года население насчитывало 305 857 человек. 58,98 % населения исповедуют индуизм; 37,96 % — буддизм и 1,83 % — христианство.